# (466876) 2015 CS36
(466876) 2015 CS36 es un asteroide perteneciente al cinturón de asteroides, descubierto el 19 de septiembre de 1995 por el equipo Spacewatch desde el Observatorio Nacional de Kitt Peak (Arizona, Estados Unidos).